# 현역가왕2
《현역가왕2》은 대한민국의 MBN에서 방영한 오디션 프로그램이다.

## 기획 의도
- 현역가왕2 TOP7은 일본에서 개최되는 '현역가왕 재팬'의 TOP7과 2025 한일가왕전에서 대결할 예정이다.

## 방송 일정
| 방송국 | 방송 기간                          | 방송 시간                                   | 비고   |
| ------ | ---------------------------------- | ------------------------------------------- | ------ |
| MBN    | 2024년 11월 26일 ~ 2025년 2월 25일 | 매주 화요일 밤 10시 ~ 수요일 새벽 12시 40분 | 본방송 |

## 진행자
- 신동엽

## 심사위원
- 설운도
- 주현미
- 박현빈
- 이지혜
- 윤명선
- 대성
- 강남
- 장영란
- 계은숙[1]
- 남진[2]

### 스페셜 심사위원
- 전유진
- 마이진
- 김다현
- 린

## 참가자
| 이름            | 트롯경력            | 자체평가전       | 본선 1차전 1:1 현장 지목전 | 본선 2차전 팬심 사냥 | 본선 3차전 준결승 결정전 | 준결승전         | 결승전           | 비고                                                                        |
| --------------- | ------------------- | ---------------- | -------------------------- | -------------------- | ------------------------ | ---------------- | ---------------- | --------------------------------------------------------------------------- |
| 강문경          | 현역 11년차         | 생존 (방출 후보) | 생존                       | 생존 (방출 후보)     | 생존 (방출 후보)         | 생존 (眞)        | 7위              | 트롯신이 떴다2 - 라스트 찬스 우승                                           |
| 강설민          | 현역 3년차          | 방출             |                            |                      |                          |                  |                  | 헬로트로트 준우승, 불타는 트롯맨 Top25                                      |
| 공훈            | 현역 5년차          | 생존             | 생존 (방출 후보)           | 방출                 |                          |                  |                  | 트롯 전국체전 Top36, 불타는 트롯맨 6위                                      |
| 곽영광          | 현역 6년차          | 생존             | 방출                       |                      |                          |                  |                  | 미스터트롯2 Top40                                                           |
| 김경민          | 현역 5년차          | 생존             | 생존                       | 생존                 | 생존                     | 방출 (최종 14위) |                  | 내일은 미스터트롯1 8위, 헬로트로트 참가자                                   |
| 김수찬          | 현역 13년차         | 생존             | 생존                       | 생존 (방출 후보)     | 생존                     | 생존             | 방출 (최종 9위)  | 히든싱어2 남진 편 준우승(왕중왕전 8위), 내일은 미스터트롯1 10위             |
| 김영철          | 현역 8년차          | 방출             |                            |                      |                          |                  |                  | 26년차 코미디언, 2017년 최신곡 '따르릉' 음원 발매                           |
| 김준수          | 수궁가 이수 12년 차 | 생존 (방출 후보) | 생존 (貞)                  | 생존 (방출 후보)     | 생존 (방출 후보)         | 생존             | 5위              | 국악인 풍류대장 준우승자 현역가왕 본선 2차전 출연                           |
| 김중연          | 현역 5년차          | 생존             | 생존 (방출 후보)           | 생존 (방출 후보)     | 방출                     |                  |                  | 내일은 미스터트롯1 Top20 불타는 트롯맨 4위                                  |
| 김호연          | 현역 3년차          | 방출             |                            |                      |                          |                  |                  | 트로트의 민족 Top15, 브이에스 Top62                                         |
| 나카자와 타쿠야 | 엔카 8년 차         | 생존             | 생존                       | 자진 하차            |                          |                  |                  | 엔카 가수                                                                   |
| 나태주          | 현역 5년차          | 생존 (방출 후보) | 생존 (善)                  | 생존 (방출 후보)     | 생존 (眞)                | 방출 (최종 12위) |                  | 내일은 미스터트롯1 14위                                                     |
| 노지훈          | 현역 6년차          | 생존 (방출 후보) | 생존                       | 생존                 | 생존                     | 방출 (최종 13위) |                  | 스타 오디션 위대한 탄생1 Top8, 내일은 미스터트롯1 Top20, 미스터트롯2 참가자 |
| 박구윤          | 현역 18년차         | 생존             | 생존 (방출 후보)           | 생존 (방출 후보)     | 방출                     |                  |                  | 나는 트로트 가수다 왕중왕전 진출                                            |
| 박서진          | 현역 12년차         | 미참             | 생존                       | 생존                 | 생존 (善)                | 생존             | 眞 (1위)         | 나는 트로트 가수다 출연, 미스터트롯2 참가자                                 |
| 박준영          | 엔카 13년 차        | 생존 (방출 후보) | 방출                       |                      |                          |                  |                  | 엔카 가수                                                                   |
| 성리            | 현역 5년차          | 생존             | 생존                       | 생존 (방출 후보)     | 방출                     |                  |                  | 미스터트롯2 Top25                                                           |
| 송민준          | 현역 6년차          | 생존 (방출 후보) | 생존 (방출 후보)           | 생존 (방출 후보)     | 방출                     |                  |                  | 골든마이크 우승, 트로트의 민족 5위, 미스터트롯2 8위                         |
| 승국이          | 현역 7년차          | 방출             |                            |                      |                          |                  |                  | 미스터트롯2 Top73                                                           |
| 신승태          | 현역 5년차          | 생존             | 생존                       | 생존 (방출 후보)     | 생존                     | 생존 (善)        | 4위              | 트롯 전국체전 4위, 미스터트롯1 Top101                                       |
| 신유            | 현역 17년차         | 미참             | 생존                       | 생존 (방출 후보)     | 생존 (美)                | 생존             | 방출 (최종 10위) | 트롯 전국체전 심사위원, 불타는 트롯맨 마스터, 현역가왕 마스터               |
| 양지원          | 현역 22년차         | 생존             | 생존 (방출 후보)           | 방출                 |                          |                  |                  | 미스터트롯 Top30, 헬로트로트 Top60                                          |
| 에녹            | 현역 2년차          | 생존             | 생존 (美)                  | 생존 (眞)            | 생존                     | 생존 (방출 후보) | 美 (3위)         | 불타는 트롯맨 7위, 현역가왕 본선 2차전 출연                                 |
| 유민            | 현역 1년차          | 생존             | 생존 (패자 부활)           | 방출                 |                          |                  |                  | 불타는 트롯맨 11위                                                          |
| 윤준협          | 현역 2년차          | 생존 (방출 후보) | 방출                       |                      |                          |                  |                  | 미스터트롯2 11위                                                            |
| 이현승          | 현역 9년차          | 생존             | 방출                       |                      |                          |                  |                  |                                                                             |
| 재하            | 현역 7년차          | 생존             | 생존 (방출 후보)           | 생존 (방출 후보)     | 생존                     | 방출 (최종 11위) |                  | 트롯 전국체전 준우승, 골든마이크 Top33, 미스터트롯2 참가자                  |
| 전종혁          | 현역 1년차          | 생존             | 생존                       | 방출                 |                          |                  |                  | 불타는 트롯맨 12위                                                          |
| 정다한          | 현역 11년차         | 생존             | 방출                       |                      |                          |                  |                  | 트롯 전국체전 Top48, 헬로트로트 참가자, 불타는 트롯맨 Top25                 |
| 진해성          | 현역 13년차         | 생존             | 생존 (방출 후보)           | 생존 (방출 후보)     | 생존 (방출 후보)         | 생존             | 善 (2위)         | 트롯 전국체전 우승, 미스터트롯2 美                                          |
| 최수호          | 현역 2년차          | 생존             | 생존 (방출 후보)           | 생존 (방출 후보)     | 생존                     | 생존             | 6위              | 미스터트롯2 5위, 트롯 전국체전 Top48                                        |
| 최우진          | 현역 3년차          | 생존             | 생존                       | 방출                 |                          |                  |                  | 트롯신이 떴다2 - 라스트 찬스 6위, 헬로트로트 Top60, 미스터트롯2 참가자      |
| 한강            | 현역 7년차          | 생존             | 생존 (방출 후보)           | 생존                 | 방출                     |                  |                  | 트롯 전국체전 8위, 불타는 트롯맨 Top25, 미스터트롯 Top47                    |
| 환희            | R&B 26년 차         | 생존 (眞)        | 생존                       | 생존 (방출 후보)     | 생존                     | 생존 (美)        | 방출 (최종 8위)  | 플라이 투 더 스카이 멤버                                                    |
| 황민호          | 현역 2년차          | 생존 (善)        | 생존 (眞)                  | 생존 (방출 후보)     | 방출                     |                  |                  | 미스터트롯2 16위                                                            |
| 효성            | 현역 10년차         | 생존             | 방출                       |                      |                          |                  |                  | 트로트의 민족 Top34                                                         |

## 에피소드 목록

### 자체평가전
- 최수호: 너무합니다(원곡:김수희) (32표) ○
- 최우진: 그물(원곡:손빈) (31표) ○
- 성리: 보고싶다 내 사랑(원곡:설운도) (32표) ○
- 양지원: 가슴 아프게(원곡:남진) (31표) ○
- 송민준: 영영(원곡:나훈아) (24표) ●→○
- 김준수: 대전 부르스(원곡:안정애) (27표) ●→○
- 김영철: 따르릉(원곡:김영철) (16표) ●
- 김수찬: 떠날수 없는 당신(원곡:김상배) (30표) ○
- 황민호: 천년학(원곡:김용임) (33표, 올인정) ○
- 나카자와 다쿠야: 사치코(원곡:닉 뉴사) (28표) ○
- 신승태: 옥수수밭 옆에 당신을 묻고 (32표) ○
- 환희: 무정블루스 (33표, 올인정) ○
- 강문경: 옛날 애인(원곡:전부성) (27표) ●→○
- 김경민: 사나이 순정(원곡:서진필) (30표) ○
- 효성: 동전인생(원곡:진성) (29표) ○
- 강설민: 내가 바보야(원곡:진성) (23표) ●
- 송국이: 대세남(원곡:승국이) (25표) ●
- 유민: 꽃길(원곡:윤수현) (29표) ○
- 곽영광: 돌팔매 (29표) ○
- 정다한: 연정(원곡:나훈아) (28표) ○
- 전종혁: 영일만 친구(원곡:최백호) (28표) ○
- 윤준협: 댄싱퀸(원곡:박현빈) (24표) ●→○
- 노지훈: 손가락하트(원곡:노지훈) (26표) ●→○
- 재하: 연인(원곡:한승기) (32표) ○
- 나태주: 돌리도(원곡:서지오) (27표) ●→○
- 한강: 너만을 사랑했다 (31표) ○
- 에녹: 진정 난 몰랐네 (31표) ○
- 박준영: 새벽의 블루스 (26표) ●→○
- 공훈: 아미새(원곡:현철) (28표) ○
- 박구윤: 뿐이고(원곡:박구윤) (32표) ○
- 김중연: 촛불잔치 (29표) ○
- 김호연: 망부석(원곡:김태곤) (23표) ●
- 이현승: 사랑이 이런 건가요 (28표) ○
- 진해성: 사랑 반 눈물 반(원곡:진해성) (31표) ○

○ 생존 23명, ●→○ 방출 후보 7명, ● 방출 4명

### 본선 1차전

#### 1:1 현장지목전
1차전
- 윤준협: 몰래한 사람 (167점, 연예인 120점 + 관객 47점) 敗
- 전종혁: 백년의 약속 (333점, 연예인 240점 + 관객 93점) 勝

2차전
- 김수찬: 당신의 눈물 (265점, 연예인 180점 + 관객 85점) 勝
- 박구윤: 간대요 글쎄 (235점, 연예인 180점 + 관객 55점) 敗

3차전
- 나카자와 타쿠야: 이별(원곡:패티김) (328점, 연예인 270점 + 관객 58점) 勝
- 송민준: 빗속을 둘이서 (172점, 연예인 90점 + 관객 82점) 敗

4차전
- 최수호: 왜 돌아보오(원곡:윤복희) (104점, 연예인 30점 + 관객 74점) 敗
- 박서진: 광대(원곡:미스미스터) (346점, 연예인 330점 + 관객 66점 - 핸디캡 50점) 勝

5차전
- 황민호: 심봤다, 심봤어 (454점, 연예인 330점 + 관객 94점) 勝
- 이현승: 59년 왕십리 (46점, 연예인 0점 + 관객 46점) 敗

6차전
- 김준수: 돌고 돌아가는 길(원곡:노사연) (422점, 연예인 330점 + 관객 92점) 勝
- 장다한: 나는 울었네(원곡:손인호) (78점, 연예인 30점 + 관객 48점) 敗

7차전
- 곽영광: 거문고야(원곡:송가인) (64점, 연예인 0점 + 관객 64점) 敗
- 에녹: 아모르 파티(원곡:김연자) (436점, 연예인 360점 + 관객 76점) 勝

8차전
- 유민: 바람길 (132점, 연예인 60점 + 관객 72점) 敗
- 최우진: 장녹수 (368점, 연예인 300점 + 관객 68점) 勝

9차전
- 박준영: 곤들레 만드레 (84점, 연예인 60점 + 관객 24점) 敗
- 김경민: 안올거면서 (416점, 연예인 300점 + 관객 116점) 勝

10차전
- 신승태: 고독한 여인 (359점, 연예인 300점 + 관객 59점) 勝
- 한강: 들꽃 (141점, 연예인 60점 + 관객 81점) 敗

11차전
- 환희: 미워도 다시 한번(원곡:남진) (421점, 연예인 360점 + 관객 61점) 勝
- 효성: 채석강(원곡:진성) (79점, 연예인 0점 + 관객 79점) 敗

12차전
- 성리: 새벽비 (281점, 연예인 210점 + 관객 71점) 勝
- 김중연: 열애 (219점, 연예인 150점 + 관객 69점) 敗

13차전
- 진해성: 연락선 (146점, 연예인 90점 + 관객 56점) 敗
- 강문경: 물레방아 도는데 (354점, 연예인 270점 + 관객 84점) 勝

14차전
- 공훈: 님은 먼곳에 (70점, 연예인 0점 + 관객 70점) 敗
- 신유: 러브스토리 (380점, 연예인 360점 + 관객 70점 - 핸디캡 50점) 勝

15차전
- 나태주: 불티(원곡:전영록) (437점, 연예인 360점 + 관객 77점) 勝
- 양지원: 성은 김이요 (63점, 연예인 0점 + 관객 63점) 敗

16차전
- 재하: 애가 타 (98점, 연예인 30점 + 관객 68점) 敗
- 노지훈: 당신이어서 (402점, 연예인 330점 + 관객 72점) 勝

#### 패자부활전
1차전
- 박구윤 & 김중연 & 박준영 & 이현승: 자옥아
  - 박구윤 ○
  - 김중연 ●→○
  - 박준영 ●
  - 이현승 ●

2차전
- 송민준 & 진해성 & 한강 & 재하: 남자는 말합니다
  - 송민준 ●→○
  - 진해성 ●→○
  - 한강 ○
  - 재하 ●→○

3차전
- 유민 & 최수호 & 정다한 & 양지원: 가지마
  - 유민 ●→○ (타쿠야 ○→●)[6]
  - 최수호 ○
  - 정다한 ●
  - 양지원 ●→○

4차전
- 윤준협 & 효성 & 공훈 & 곽영광: 천년지기
  - 윤준협 ●
  - 효성 ●
  - 공훈 ○
  - 곽영광 ●

○ 생존 25명, ● 방출 및 하차 7명

### 본선 2차전

#### 전반전: 단체전
나태주 팀
- 팀장: 나태주, 팀원: 성리 & 유민 & 전종혁 & 최수호
- 선곡: 빠라빠바
- 연예인 판정단 점수: 109점, 관객(국민평가단) 점수: 103점, 총 점수: 212점 (중간 순위 2위)

김준수 팀
- 팀장: 김준수, 팀원: 강문경 & 신유 & 최우진 & 환희
- 선곡: 꿈속의 사랑
- 연예인 판정단 점수: 106점, 관객(국민평가단) 점수 69점, 총 점수 175점 (중간 순위 4위)

진해성 팀
- 팀장: 진해성, 팀원: 김중연 & 송민준 & 양지원 & 재하
- 선곡: 둥지(원곡:남진)
- 연예인 판정단 점수: 111점, 관객(국민평가단) 점수: 102점, 총 점수: 213점 (중간 순위 1위)

에녹 팀
- 팀장: 에녹, 팀원: 김경민 & 노지훈 & 박서진 & 한강
- 선곡: 하늘아
- 연예인 판정단 점수: 95점, 관객(국민평가단) 점수: 71점, 총 점수: 166점 (중간 순위 5위)

황민호 팀
- 팀장: 황민호, 팀원: 공훈 & 김수찬 & 박구윤 & 신승태
- 선곡: 배 띄워라 + 뱃노래
- 연예인 판정단 점수: 117점, 관객(국민평가단) 점수: 68점, 총 점수: 185점 (중간 순위 3위)

#### 전반전: 듀엣전
김준수 팀 (신유 & 환희)
- 선곡: 겨울장미
- 연예인 판정단 점수: 114점, 관객(국민평가단) 점수: 71점, 총 점수: 185점

나태주 팀 (나태주 & 성리)
- 선곡: 불꽃처럼
- 연예인 판정단 점수: 105점, 관객(국민평가단) 점수: 77점, 총 점수: 182점

진해성 팀 (진해성 & 양지원)
- 선곡: 울어라 열풍아
- 연예인 판정단 점수: 83점, 관객(국민평가단) 점수 76점, 총 점수: 159점

에녹 팀 (박서진 & 김경민)
- 선곡: 암행어사 출두여
- 연예인 판정단 점수: 102점, 관객(국민평가단) 점수: 89점, 총 점수: 191점

황민호 팀 (신승태 & 공훈)
- 선곡: 꼬마 인형
- 연예인 판정단 점수: 91점, 관객(국민평가단) 점수: 58점, 총 점수: 150점

#### 전반전: 트리오전
나태주 팀 (유민 & 전종혁 & 최수호)
- 선곡: 여인의 눈물
- 연예인 판정단 점수: 81점, 관객(국민평가단) 점수: 71점, 총 점수: 152점

황민호 팀 (김수찬 & 박구윤 & 황민호)
- 선곡: 회전의자
- 연예인 판정단 점수: 107점, 관객(국민평가단) 점수: 68점, 총 점수: 175점

김준수 팀 (강문경 & 김준수 & 최우진)
- 선곡: 잃어버린 30년
- 연예인 판정단 점수: 98점, 관객(국민평가단) 점수: 64점, 총 점수: 162점

진해성 팀 (김중연 & 송민준 & 재하)
- 선곡: 시절 인연
- 연예인 판정단 점수: 102점, 관객(국민평가단) 점수: 100점, 총 점수: 202점

에녹 팀 (노지훈 & 에녹 & 한강)
- 선곡: 18세 순이
- 연예인 판정단 점수: 103점, 관객(국민평가단) 점수: 92점, 총 점수: 195점

#### 전반전: 최종 결과
진해성 팀
- 단체전: 372점, 듀엣전: 202점, 총 점수: 574점 (최종 순위 1위)

에녹 팀
- 단체전: 357점, 듀엣전: 195점, 총 점수: 552점 (최종 순위 2위)

나태주 팀
- 단체전: 394점, 듀엣전: 152점, 총 점수: 546점 (최종 순위 3위)

김준수 팀
- 단체전: 360점, 듀엣전: 162점, 총 점수: 510점 (최종 순위 4위)

황민호 팀
- 단체전: 335점, 듀엣전: 175점, 총 점수: 510점 (최종 순위 5위)

#### 후반전: 에이스전
나태주 팀 (최수호)
- 선곡: 관상 타령
- 연예인 판정단 점수: 204점, 관객(국민평가단) 점수: 78점, 총 점수: 282점

김준수 팀 (신유)
- 선곡: 고향으로 가는 배
- 연예인 판정단 점수: 223점, 관객(국민평가단) 점수: 71점, 총 점수: 257점

진해성 팀 (진해성)
- 선곡: 상사화(원곡:남진)
- 연예인 판정단 점수: 185점, 관객(국민평가단) 점수: 72점, 총 점수: 257점

에녹 팀 (에녹)
- 선곡: 낭만을 대하여
- 연예인 판정단 점수: 212점, 관객(국민평가단) 점수: 88점, 총 점수: 300점

황민호 팀 (황민호)
- 선곡: 어매(원곡:나훈아)
- 연예인 판정단 점수: 228점, 관객(국민평가단) 점수: 86점, 총 점수: 314점

#### 최종 결과
1위 에녹팀
- 전반전 점수: 552점, 에이스전 점수: 300, 총점 852점 (최종 순위 1위)

2위 진해성팀
- 전반전 점수: 574점, 에이스전 점수: 257점, 총점 831점 (최종 순위 2위)

3위 나태주팀
- 전반전 점수: 432점, 에이스전 점수: 282점, 총점 828점 (최종 점수 3위)

4위 황민호팀
- 전반전 점수: 510점, 에이스전 점수: 314점, 총점 824점 (최종 점수 4위)

5위 김준수팀
- 전반전 점수: 522점, 에이스전 점수: 294점, 총점 816점 (최종 점수 5위)

#### 팀 개별 결과
- 나태주 팀 - 나태주 ○ · 성리 ○ · 유민 ● · 전종혁 ● · 최수호 ○
- 김준수 팀 - 김준수 ○ · 강문경 ○ · 신유 ○ · 최우진 ● · 환희 ○
- 진해성 팀 - 진해성 ○ · 김중연 ○ · 송민준 ○ · 양지원 ● · 재하 ○
- 에녹 팀 - 에녹 ○ · 김경민 ○ · 노지훈 ○ · 박서진 ○ · 한강 ○
- 황민호 팀 - 황민호 ○ · 공훈 ● · 김수찬 ○ · 박구윤 ○ · 신승태 ○

○ 생존 20명, ● 방출 5명

### 본선 3차전

#### 1라운드: 한 곡 싸움
1차전
- 노지훈 & 박구윤: 사랑을 한번 해보고 싶어요(원곡:하동진)
  - 노지훈: 156점 (연예인 60점, 관객 96점) 勝
  - 박구윤: 144점 (연예인 60점, 관객 84점) 敗

2차전
- 강문경 & 송민준: 천년을 빌려준다면
  - 강문경: 125점 (연예인 60점, 관객 65점) 敗
  - 송민준: 175점 (연예인 60점, 관객 115점) 勝

3차전
- 김중연 & 성리: 정거장(원곡:김수희)
  - 김중연: 146점 (연예인 50점, 관객 96점) 敗
  - 성리: 154점 (연예인 70점, 관객 84점) 勝

4차전
- 에녹 & 김수찬: 사나이 가슴에 비가 내리네
  - 에녹: 98점 (연예인 40점, 관객 58점) 敗
  - 김수찬: 202점 (연예인 80점, 관객 122점) 勝

5차전
- 신유 & 신승태: 아! 사루비아
  - 신유: 177점 (연예인 90점, 관객 87점) 勝
  - 신승태: 123점 (연예인 30점, 관객 93점) 敗

6차전
- 재하 & 환희: 천상재회
  - 재하: 136점 (연예인 30점, 관객 106점) 敗
  - 환희: 164점 (연예인 90점, 관객 74점) 勝

7차전
- 김경민 & 박서진: 추억으로 가는 당신
  - 김경민: 103점 (연예인 30점, 관객 73점) 敗
  - 박서진: 197점 (연예인 90점, 관객 107점) 勝

8차전
- 황민호 & 나태주: 니나노
  - 황민호: 29점 (연예인 0점, 관객 29점) 敗
  - 나태주: 271점 (연예인 120점, 관객 151점) 勝

9차전
- 진해성 & 한강: 빈 지게
  - 진해성: 132점 (연예인 90점, 관객 42점) 敗
  - 한강: 168점 (연예인 30점, 관객 138점) 勝

10차전
- 최수호 & 김준수: 봄비
  - 최수호: 154점 (연예인 70점, 관객 84점) 勝
  - 김준수: 146점 (연예인 50점, 관객 96점) 敗

#### 2라운드: 뒤집기 한 판
1차전
- 노지훈: 미운 사랑 (연예인 판정단 점수: 263점, 관객 점수: 174점, 합계: 437점)

2차전
- 김수찬: 쿵짝인생 (연예인 판정단 점수: 296점, 관객 점수: 155점, 합계: 451점)

3차전
- 강문경: 배 들어온다 (연예인 판정단 점수: 322점, 관객 점수: 128점, 합계: 450점)

4차전
- 신승태: 실비 오는 소리에 (연예인 판정단 점수: 352점, 관객 점수: 167점, 합계: 519점)

5차전
- 나태주: 밤차 (연예인 판정단 점수: 295점, 관객 점수: 162점, 합계: 457점)

6차전
- 에녹: 해후 (연예인 판정단 점수: 343점, 관객 점수: 149점, 합계: 492점)

7차전
- 박서진: 꽃순이를 아시나요 (연예인 판정단 점수: 299점, 관객 점수: 184점, 합계: 483점)

8차전
- 환희: 사모(원곡:나훈아) (연예인 판정단 점수: 339점, 관객 점수: 130점, 합계: 469점)

9차전
- 황민호: 진또배기 (연예인 판정단 점수: 343점, 관객 점수: 170점, 합계: 513점)

10차전
- 최수호: 내 영혼의 히로인 (연예인 판정단 점수: 339점, 관객 점수: 141점, 합계: 480점)

11차전
- 진해성: 울며 헤진 부산항 (연예인 판정단 점수: 341점, 관객 점수: 115점, 합계: 456점)

12차전
- 김경민: 신발끈(원곡:장민호) (연예인 판정단 점수: 312점, 관객 점수: 191점, 합계: 503점)

13차전
- 한강: 노래하며 춤추며(원곡:계은숙) (연예인 판정단 점수: 230점, 관객 점수: 117점, 합계: 347점)

14차전
- 성리: 이태원 연가 (연예인 판정단 점수: 262점, 관객 점수: 93점, 합계: 355점)

15차전
- 박구윤: 차표 한 장(원곡:송대관) (연예인 판정단 점수: 268점, 관객 점수: 157점, 합계: 425점)

16차전
- 송민준: 봄날은 간다 (연예인 판정단 점수: 229점, 관객 점수: 142점, 합계: 371점)

17차전
- 김준수: 환희(원곡:정수라) (연예인 판정단 점수: 299점, 관객 점수: 100점, 합계: 399점)

18차전
- 신유: 님이여 (연예인 판정단 점수: 324점, 관객 점수: 172점, 합계: 496점)

19차전
- 김중연: 외로운 술잔 (연예인 판정단 점수: 265점, 관객 점수: 143점, 합계: 408점)

20차전
- 재하: 애원(원곡:진시몬) (연예인 판정단 점수: 260점, 관객 점수: 198점, 합계: 458점)

#### 최종 결과
생존자
- 나태주: 728점 (1라운드 271점, 2라운드 457점 / 최종 순위 1위)
- 박서진: 680점 (1라운드 197점, 2라운드 483점 / 최종 순위 2위)
- 신유: 673점 (1라운드 177점, 2라운드 501점 / 최종 순위 3위)
- 김수찬: 653점 (1라운드 202점, 2라운드 451점 / 최종 순위 4위)
- 신승태: 642점 (1라운드 123점, 2라운드 519점 / 최종 순위 5위)
- 최수호: 634점 (1라운드 154점, 2라운드 480점 / 최종 순위 6위)
- 환희: 633점 (1라운드 164점, 2라운드 469점 / 최종 순위 7위)
- 김경민: 606점 (1라운드 103점, 2라운드 503점 / 최종 순위 8위)
- 재하: 594점 (1라운드 136점, 2라운드 458점 / 최종 순위 9위)
- 노지훈: 593점 (1라운드 156점, 2라운드 437점 / 최종 순위 10위)
- 에녹: 590점 (1라운드 98점, 2라운드 492점 / 최종 순위 11위)

방출 후보
- 진해성: 588점 (1라운드 132점, 2라운드 456점 / 최종 순위 12위)
- 강문경: 575점 (1라운드 125점, 2라운드 450점 / 최종 순위 13위)
- 박구윤: 569점 (1라운드 144점, 2라운드 412점 / 최종 순위 14위)
- 김중연: 554점 (1라운드 146점, 2라운드 408점 / 최종 순위 15위)
- 송민준: 546점 (1라운드 175점, 2라운드 371점 / 최종 순위 16위)
- 김준수: 545점 (1라운드 146점, 2라운드 445점 / 최종 순위 17위)
- 황민호: 542점 (1라운드 29점, 2라운드 513점 / 최종 순위 18위)
- 한강: 515점 (1라운드 168점, 2라운드 347점 / 최종 순위 19위)
- 성리: 509점 (1라운드 154점, 2라운드 355점 / 최종 순위 20위)

#### 패자부활전
1차전
- 강문경 & 김중연 & 한강: 막걸리 한잔
  - 강문경: 8표 ○
  - 김중연: ●
  - 한강: ●

2차전
- 진해성 & 송민준 & 성리: 갈무리
  - 진해성: 8표 ○
  - 송민준: ●
  - 성리: ●

3차전
- 박구윤 & 김준수 & 황민호: 보릿고개
  - 박구윤: ●
  - 김준수: 8표 ○
  - 황민호: ●

○ 생존 14명, ● 방출 6명

### 준결승전

#### 1라운드: 1대1 장르 대첩
1차전
- 발라드트롯 / 신승태 vs 재하
  - 신승태: 빗물(원곡:채은옥) - 239점 (연예인 160점, 관객 79점) 勝
  - 재하: 왜 날(원곡:김범룡) - 161점 (연예인 60점, 관객 101점) 敗

2차전
- 세미트롯 / 최수호 vs 에녹
  - 최수호: 나불도 연가 - 237점 (연예인 160점, 관객 77점) 勝
  - 에녹: 사랑은 무죄다 - 163점 (연예인 60점, 관객 103점) 敗

3차전
- 정통트롯 / 노지훈 vs 김준수
  - 노지훈: 붓(원곡:강진) - 146점 (연예인 40점, 관객 106점) 敗
  - 김준수: 한 많은 대동강(원곡:손인호) - 254점 (연예인 180점, 관객 74점) 勝

4차전
- 댄스트롯 / 나태주 vs 김수찬
  - 나태주: 빙글빙글(원곡:나미) - 129점 (연예인 80점, 관객 49점) 敗
  - 김수찬: 사랑의 이름표 - 271점 (연예인 140점, 관객 131점) 勝

5차전
- 정통트롯 / 박서진 vs 강문경
  - 박서진: 모정(원곡:이미자) - 104점 (연예인 20점, 관객 84점) 敗
  - 강문경: 망모(원곡:나훈아) - 296점 (연예인 200점, 관객 96점) 勝

6차전
- 세미트롯 / 김경민 vs 환희
  - 김경민: 종로 3가 - 75점 (연예인 0점, 관객 75점) 敗
  - 환희: 님과 함께 - 325점 (연예인 220점, 관객 105점) 勝

7차전
- 국악트롯 / 신유 vs 진해성
  - 신유: 쑥대머리 - 225점 (연예인 100점, 관객 125점) 勝
  - 진해성: 울지마라 가야금아 - 175점 (연예인 120점, 관객 55점) 敗

#### 2라운드: 막장전
1차전
- 재하: 이별의 종점 - 345점 (연예인&국민 157점, 관객 502점)

2차전
- 김경민: 잃어버린 정 - 338점 (연예인&국민 136점, 관객 474점)

3차전
- 나태주: 상팔자 - 475점 (연예인&국민 113점, 관객 588점)

4차전
- 노지훈: 돌릴수 없는 세월 - 407점 (연예인&국민 146점, 관객 553점)

5차전
- 최수호: 황성옛터 - 457점 (연예인&국민 131점, 관객 588점)

6차전
- 김준수: 못찾겠다 꾀꼬리(원곡:조용필) - 539점 (연예인&국민 137점, 관객 676점)

7차전
- 강문경: 여자이니까 - 555점 (연예인&국민 162점, 관객 717점)

8차전
- 에녹: 옥경이 - 476점 (연예인&국민 161점, 관객 637점)

9차전
- 진해성: 세월 베고 길게 누운 구름 한 조각 - 568점 (연예인&국민 131점, 관객 699점)

10차전
- 김수찬: 윤중로 연가(원곡:주현미) - 460점 (연예인&국민 100점, 관객 560점)

11차전
- 박서진: 가버린 사랑(원곡:태진아) - 568점 (연예인&국민 149점, 관객 717점)

12차전
- 환희: 당신의 이름 - 488점 (연예인&국민 121점, 관객 609점)

13차전
- 신유: 공(원곡:나훈아) - 581점 (연예인&국민 145점, 관객 726점)

14차전
- 신승태: 네 박자 - 583점 (연예인&국민 163점, 관객 746점)

#### 최종 결과
결승 진출자
- 1위 강문경 1083점 (1+2라운드 연예인&국민 판정단 점수 717점, 2라운드 국민 판정단 점수 296점, 대국민 응원 투표 점수 70점)
- 2위 신승태 1065점 (1+2라운드 연예인&국민 판정단 점수 746점, 2라운드 국민 판정단 점수 239점, 대국민 응원 투표 점수 80점)
- 3위 환희 994점 (1+2라운드 연예인&국민 판정단 점수 609점, 2라운드 국민 판정단 점수 325점, 대국민 응원 투표 점수 60점)
- 4위 진해성 974점 (1+2라운드 연예인&국민 판정단 점수 699점, 2라운드 국민 판정단 점수 175점, 대국민 응원 투표 점수 100점)
- 5위 김준수 970점 (1+2라운드 연예인&국민 판정단 점수 676점, 2라운드 국민 판정단 점수 254점, 대국민 응원 투표 점수 40점)
- 6위 신유 961점 (1+2라운드 연예인&국민 판정단 점수 726점, 2라운드 국민 판정단 점수 225점, 대국민 응원 투표 점수 10점)
- 공동 7위 김수찬 951점 (1+2라운드 연예인&국민 판정단 점수 560점, 2라운드 국민 판정단 점수 271점, 대국민 응원 투표 점수 120점)
- 공동 7위 박서진 951점 (1+2라운드 연예인&국민 판정단 점수 717점, 2라운드 국민 판정단 점수 104점, 대국민 응원 투표 점수 130점)
- 9위 최수호 935점 (1+2라운드 연예인&국민 판정단 점수 588점, 2라운드 국민 판정단 점수 237점, 대국민 응원 투표 점수 110점)

방출 후보
- 10위 에녹 890점 (1+2라운드 연예인&국민 판정단 점수 637점, 2라운드 국민 판정단 점수 163점, 대국민 응원 투표 점수 90점)
- 11위 재하 803점 (1+2라운드 연예인&국민 판정단 점수 502점, 2라운드 국민 판정단 점수 161점, 대국민 응원 투표 점수 140점)
- 12위 나태주 737점 (1+2라운드 연예인&국민 판정단 점수 588점, 2라운드 국민 판정단 점수 129점, 대국민 응원 투표 점수 20점)
- 13위 노지훈 729점 (1+2라운드 연예인&국민 판정단 점수 553점, 2라운드 국민 판정단 점수 146점, 대국민 응원 투표 점수 30점)
- 14위 김경민 599점 (1+2라운드 연예인&국민 판정단 점수 474점, 2라운드 국민 판정단 점수 75점, 대국민 응원 투표 점수 50점)

#### 추가 합격자 선정
- 에녹 90표

○ 생존 10명, ● 방출 4명

### 결승전

#### 1라운드: 신곡 미션
1차전
- 에녹: 대전역 부르스 - 876점[7] (연예인&작곡가 642점, 국민 판정단 234점)

2차전
- 최수호: 너 T야 - 830점 (연예인&작곡가 640점, 국민 판정단 190점)

3차전
- 박서진: 남도 가는 길 - 779점 (연예인&작곡가 557점, 국민 판정단 222점)

4차전
- 김수찬: 흥부가 언제 - 776점 (연예인&작곡가 638점, 국민 판정단 138점)

5차전
- 신유: 그대와 쌈바 - 758점 (연예인&작곡가 638점, 관객 120점)

6차전
- 김준수: 싹 다 잊고 한잔 - 829점 (연예인&작곡가 625점, 관객 204점)

7차전
- 진해성: 불나방 - 798점 (연예인&작곡가 620점, 관객 178점)

8차전
- 환희: 울티마 노체 - 745점 (연예인&작곡가 625점, 관객 120점)

9차전
- 신승태: 증거 - 869점 (연예인&작곡가 667점, 관객 202점)

10차전
- 강문경: 팽이 - 837점 (연예인&작곡가 661점, 관객 176점)

1위
에녹
642점
234점
100점
976점
2위
신승태
667점
202점
869점
3위
강문경
661점
176점
0점
837점
4위
최수호
640점
190점
0점
830점
5위
김준수
625점
204점
0점
829점
6위
진해성
620점
178점
0점
798점
7위
박서진
557점
222점
0점
779점
8위
김수찬
638점
138점
0점
776점
9위
신유
638점
120점
0점
758점
10위
환희
625점
120점
0점
745점

#### 2라운드: 현역의 노래
1차전
- 환희: 고맙소 (최고점 100점, 최저점 70점 = 점수 총점 1007점 / 순위 6위)

2차전
- 신유: 바람의 노래 (최고점 100점, 최저점 70점 = 점수 총점 945점 / 순위 10위)

3차전
- 김수찬: 빈 잔(원곡:남진) (최고점 100점, 최저점 70점 = 점수 총점 991점 / 순위 8위)

4차전
- 박서진: 흥타령(원곡:남진) (최고점 98점, 최저점 80점 = 점수 총점 995점 / 순위 7위)

5차전
- 진해성: 무심세월 (최고점 100점, 최저점 68점 = 점수 총점 978점 / 순위 9위)

6차전
- 김준수: 그 강을 건너지 마오 (최고점 100점, 최저점 77점 = 점수 총점 1032점 / 순위 4위)

7차전
- 최수호: 한네의 이별 (최고점 100점, 최저점 95점 = 점수 총점 1092점 / 순위 2위)

8차전
- 강문경: 매우(원곡:나훈아) (촤고점 100점, 최저점 80점 = 점수 총점 1013점 / 종합 순위 5위)

9차전
- 신승태: 사랑은 생명의 꽃 (최고점 100점, 최저점 99점 = 점수 총점 1098점 / 순위 1위)

10차전
- 에녹: 여러분(원곡:윤복희) (최고점 100점, 최저점 70점 = 점수 총점 1038점 / 순위 3위)

1위
신승태
1098점
2위
최수호
1092점
3위
에녹
1038점
4위
김준수
1032점
5위
강문경
1013점
6위
환희
1007점
7위
박서진
995점
8위
김수찬
991점
9위
진해성
978점
10위
신유
945

#### 최종 결과
최종 TOP 7
- 1위 박서진 4574.00점
  - 1+2라운드 점수(44%) 1774점, 대국민 응원 투표 점수(10%) 550점, 신곡 음원 점수(6%) 300점, 실시간 문자 투표 점수(40%) 2000점(369,359표)
- 2위 진해성 3969.95점
  - 1+2라운드 점수(44%) 1776점, 대국민 응원 투표 점수(10%) 440점, 신곡 음원 점수(6%) 290점, 실시간 문자 투표 점수(40%) 1463.95점(290,124표)
- 3위 에녹 3848.76점
  - 1+2라운드 점수(44%) 2014점, 대국민 응원 투표 점수(10%) 350점, 신곡 음원 점수(6%) 270점, 실시간 문자 투표 점수(40%) 1014.76점(201,104표)
- 4위 신승태 3508.82점
  - 1+2라운드 점수(44%) 1967점, 대국민 응원 투표 점수(10%) 320점, 신곡 음원 점수(6%) 220점, 실시간 문자 투표 점수(40%) 1001.82점(198,540표)
- 5위 김준수 3461.37점
  - 1+2라운드 점수(44%) 1861점, 대국민 응원 투표 점수(10%) 470점, 신곡 음원 점수(6%) 240점, 실시간 문자 투표 점수(40%) 890.37점(176,453표)
- 6위 최수호 3379.53점
  - 1+2라운드 점수(44%) 1922점, 대국민 응원 투표 점수(10%) 380점, 신곡 음원 점수(6%) 280점, 실시간 문자 투표 점수(40%) 797.53점(158,054표)
- 7위 강문경 3316.53점
  - 1+2라운드 점수(44%) 1850점, 대국민 응원 투표 점수(10%) 260점, 신곡 음원 점수(6%) 280점, 실시간 문자 투표 점수(40%) 946.53점(187,582표)

방출자
- 8위 환희 3150.11점
  - 1+2라운드 점수(44%) 1752점, 대국민 응원 투표 점수(10%) 290점, 신곡 음원 점수(6%) 250점, 실시간 문자 투표 점수(40%) 858.11점(170,059표)
- 9위 김수찬 3058.72점
  - 1+2라운드 점수(44%) 1767점, 대국민 응원 투표 점수(10%) 410점, 신곡 음원 점수(6%) 230점, 실시간 문자 투표 점수(40%) 651.72점(129,158표)
- 10위 신유 2779.54점
  - 1+2라운드 점수(44%) 1703점, 대국민 응원 투표 점수(10%) 230점, 신곡 음원 점수(6%) 210점, 실시간 문자 투표 점수(40%) 636.54점(126,150표)

## 순위
| 순위        | 이름            | 예명           | 소속사                                 | 소속그룹                               |
| ----------- | --------------- | -------------- | -------------------------------------- | -------------------------------------- |
| 1위         | 박효빈          | 박서진         | 前타조                                 |                                        |
| 2위         | 이상성          | 진해성         | KDH                                    |                                        |
| 3위         | 정용훈          | 에녹           | EMK                                    | BTM7, BTSES                            |
| Top7(4위)   | 신승태          | 前한지강       | 드림오브베스트, 이희문컴퍼니, 前리웨이 | 오방신과, 입과손스튜디오, 놈놈, 前씽씽 |
| Top7(5위)   | 김준수          |                | 국립중앙극장 - 국립창극단              |                                        |
| Top7(6위)   | 최은찬          | 최수호         | 포고                                   |                                        |
| Top7(7위)   | 강문경          |                | SW                                     |                                        |
| Top10(8위)  | 황윤석          | 환희           | BT, 스톤뮤직                           | 플라이 투 더 스카이                    |
| Top10(9위)  | 김수찬          |                | 현재, 前뮤직K                          |                                        |
| Top10(10위) | 신동룡          | 신유           | 그레인                                 |                                        |
| Top14(11위) | 이진호          | 재하           |                                        |                                        |
| Top14(12위) | 나태주          |                | DR뮤직, 前K-TIGERS E&C, 前스톤뮤직     | 前K-TIGERS ZERO, 前K-TIGERS            |
| Top14(13위) | 노지훈          |                | 유별난, 前빅대디, 前마스터피스, 前큐브 | FC MEN                                 |
| Top14(14위) | 김경민          |                | 더신, 위드에이치씨                     | 미스터T                                |
| Top20(15위) | 박구윤          | 前구윤         | 박라인                                 |                                        |
| Top20(16위) | 김중연          | 前중연         | VL, 前DS                               | BTM7, BTF4, 영텐2기, 前A6P             |
| Top20(17위) | 송민준          |                | 前딥블루, 前KDH, 前SMJ                 |                                        |
| Top20(18위) | 황민호          |                | 초이크리에이티브랩                     |                                        |
| Top20(19위) | 윤성규          | 한강           | 엠컴퍼니                               |                                        |
| Top20(20위) | 김성리          | 성리, 前성리A  | C2K, 前레인즈                          | 前뽕사활동, 前RAINZ, 前케이보이즈      |
| Top25(21위) | 양지원          |                | 前아인스디지탈, 前콜롬비아             | 영텐2기, 前뽕사활동                    |
| Top25(22위) | 김정민          | 유민           |                                        | 식스맨                                 |
| Top25(22위) | 전종혁          |                | KDH                                    | 식스맨                                 |
| Top25(24위) | 이상훈          | 공훈           | 심플, 前JM                             | BTM7, BTF4                             |
| Top25(25위) | 최우진          | 前우진, 김우진 | TSM, 前스타뮤직                        |                                        |
| Top26(26위) | 나카자와 타쿠야 |                | 사무실 팬지                            |                                        |
| Top32(27위) | 윤준협          |                | 에스팀                                 |                                        |
| Top32(28위) | 박준영          |                | 킹레코드                               |                                        |
| Top32(29위) | 김효성          | 효성           |                                        |                                        |
| Top32(30위) | 정다한          |                | 제이드                                 |                                        |
| Top32(31위) | 곽영광          | 영광           | 티엔                                   |                                        |
| Top32(32위) | 이문남          | 이현승         |                                        |                                        |
| Top36(33위) | 이승국          | 승국이         | 프로비트                               |                                        |
| Top36(34위) | 강설민          |                | 루체                                   | 아넥스                                 |
| Top36(34위) | 김병민          | 김호연         | 에이지                                 |                                        |
| Top36(36위) | 김영철          |                | 미스틱스토리                           |                                        |

## 대국민 응원 투표
| 주차         | 1위    | 2위    | 3위    | 4위    | 5위    | 6위    | 7위    | 8위    | 9위    | 10위   |
| ------------ | ------ | ------ | ------ | ------ | ------ | ------ | ------ | ------ | ------ | ------ |
| 1주차        | 김수찬 | 에녹   | 최수호 | 재하   | 진해성 | 이현승 | 송민준 | 황민호 | 신승태 | 김준수 |
| 2주차        | 김수찬 | 에녹   | 진해성 | 최수호 | 신승태 | 송민준 | 재하   | 환희   | 강문경 | 공훈   |
| 3~4주차 합산 | 박서진 | 김중연 | 박구윤 | 재하   | 공훈   | 전종혁 | 유민   | 성리   | 한강   | 송민준 |
| 5주차        | 박서진 | 재하   | 김중연 | 송민준 | 공훈   | 한강   | 박구윤 | 최우진 | 최수호 | 김수찬 |
| 6주차        | 박서진 | 송민준 | 재하   | 김중연 | 한강   | 김경민 | 성리   | 박구윤 | 김수찬 | 최수호 |
| 7주차        | 박서진 | 송민준 | 김중연 | 재하   | 한강   | 김경민 | 노지훈 | 성리   | 김수찬 | 박구윤 |
| 8주차        | 박서진 | 재하   | 김준수 | 김경민 | 노지훈 | 진해성 | 에녹   | 미공개 | 미공개 | 미공개 |
| 9주차        | 박서진 | 김준수 | 재하   | 진해성 | 김경민 | 노지훈 | 강문경 | 미공개 | 미공개 | 미공개 |
| 10주차       | 박서진 | 김준수 | 진해성 | 미공개 | 미공개 | 미공개 | 미공개 | 미공개 | 미공개 | 미공개 |

## 편성 변동 및 결방 사유
- 2024년 12월 3일
  - 확대 편성으로 인해 오후 9시 10분으로 편성 변경.
  - 계엄령 관련 뉴스특보로 인해 오후 11시 이후 방영분 결방.[9]
- 2024년 12월 24일 - 확대 편성으로 인해 오후 9시 20분으로 편성 변경.
- 2024년 12월 31일 - 현장르포 특종세상, 가치 들어요 재방송 편성으로 인한 결방.
- 2025년 1월 7일 ~ 2025년 2월 11일 - 확대 편성으로 인해 오후 9시 40분으로 편성 변경.
- 2025년 2월 18일 - 현역가왕2 스페셜 편성으로 인해 오후 10시로 편성 변경.

## 여담
- 2024년 6월 4일, 서혜진 PD의 인터뷰를 통해 현역가왕 남자편에 대한 내용을 공개했다.

- 2024년 7월 22일, 1차 티저를 공개했는데 출연을 원하는 현역 남자 가수들을 댓글로 추천받았다.

- 남자 트로트 오디션이지만 현역가왕 TOP7 일부가 심사위원으로 참여하거나 합동 경연을 할 가능성도 있는만큼, 여자 트로트 마이너 갤러리에서도 소소하게 중계할 가능성도 있다.

- 미스터트롯1, 미스터트롯2에 출연 했던 가수들이 대거 출연 할 것으로 예상되었으나 생각보다 비중이 크지는 않다.[10] 그나마 미스터트롯2 TOP 7이었던 진해성과 최수호가 출연자에 포함되었다.

- 2024년 11월 26일로 첫 방송이 확정되었는데, 작년 현역가왕의 첫 방송과 거의 비슷한 시기이다. 또한, 31명이었던 지난 시즌에 비해 이번에는 34명으로 3명 늘었다.

- 예선 촬영 직후 기존 4명이 갑자기 제외되고 신유, 박서진이 추가된 것과 관련해 제작진이 고발됐다는 소식이 나왔다.

- 환희는 참가자 중 유일한 1세대 아이돌인 플라이 투 더 스카이 출신이다. 경력 26년 차로 방송 출연을 다수했던 경험이 있으나 트롯은 이번 현역가왕 출연 때가 처음이라고 한다.[11][12]

- 미성년자 참가자는 황민호 1명이다. 현역가왕 시리즈 최연소 참가자이다.

- 외국인 참가자는 나카자와 타쿠야 1명으로, 일본인이다.

- 일본에서 활동하고 있는 박준영의 한국 예능프로그램 첫 출연이기도 하다

- 성리는 군 복무 중 참가하였다.

- 트롯 전국체전에서 1, 2위를 차지했던 진해성과 재하는 미스터트롯2 - 새로운 전설의 시작에서도 우승부로 동반 출연했으며, 현역가왕2에서도 다시 경쟁하게 되었다. 또한, 트롯 전국체전에 심사위원으로 참여했던 신유가 중간 합류하며 참가자와 심사위원 관계에서 경쟁자로 경연에 참가한다.

- 2024년 12월 3일 방영분은 뜻밖에도 윤석열 대통령의 비상계엄 선포로 인해서 MBN 채널이 정규방송을 중지하고 관련 뉴스특보를 방송하면서 방송이 중지되기도 했다.[13]

- 참가자들의 선곡을 보면 기존 mbn 트로트 오디션 출신 가수들이 낸 신곡, 그동안 오디션에서 잘 나오지 않았던 노래들 등 새롭고 신선한 선곡들이 많은 편이다. 특히 현역가왕 시리즈에서 등장하는 출신 가수들의 노래는 1명당 1곡 이상씩 모두 선곡되었다.
  - 현역가왕1 참가자 선곡
    - 윤수현: <꽃길>(예선 김정민), <니나노>(본선 3차전 나태주&황민호)

  - 현역가왕2 참가자 선곡
    - 김영철: <따르릉>(예선 김영철)
    - 승국이: <대세남>(예선 승국이)
    - 노지훈: <손가락 하트>(예선 노지훈)
    - 박구윤: <뿐이고>(예선 박구윤)
    - 진해성: <사랑반 눈물반>(예선 진해성)
    - 신유: <러브스토리>(본선 1차전 신유)

- 여자 버전의 원조판 현역가왕이 그랬듯이 이번에도 12부작에서 1회를 연장하여 13부작으로 종영한다.

- 13.9% 유종의 미는 거뒀지만 전작에 비하며 아쉬운 성적이다. 불타는 트롯맨 16.6%,현역가왕 시즌1 17.3% 시청률이 나온걸 감안하면 아쉬운 성적이다. 아무래도 공정성 논란으로 박스권 갇혀 있었다.